# 2011年亚洲冬季运动会阿拉伯联合酋长国代表团
2011年亞洲冬季運動會阿拉伯聯合大公國代表團是阿拉伯聯合大公國派出的2011年亞洲冬季運動會代表團。代表团派出23名运动员参加冰球项目的比赛，最终队伍排名第8位。